# Xenasteia similis
Xenasteia similis är en tvåvingeart som beskrevs av Hardy 1980. Xenasteia similis ingår i släktet Xenasteia och familjen Xenasteiidae. Inga underarter finns listade i Catalogue of Life.